# Rombro Building
Rombro Building es un edificio histórico tipo loft ubicado en Baltimore, Maryland (Estados Unidos). Es un edificio tipo loft de seis pisos construido en 1881, y diseñado como un almacén doble. Fue diseñado en estilo victoriano por Jackson C. Gott, con elementos de estilo Reina Ana en la organización y en algunos detalles de la parte superior de la fachada. Era vecino del Johnston Building, un edificio gemelo que también fue diseñado por Gott y que a su vez funcionaba como bodega, pero que fue demolido en 2002.
Es significativo como ejemplo de un edificio tipo loft de varios pisos de arquitectura en hierro. Fue incluido en el Registro Nacional de Lugares Históricos en 1994.

## Arquitectura
El edificio refleja el estilo Reina Ana en la organización y los detalles de su fachada. El primer piso cuenta con columnas de hierro fundido. En la parte superior hay dos placas de piedra con el nombre del edificio. Entre el quinto y el sexto, está tallada en piedra el año de 1881, que es la fecha de construcción del imueble.
Esta estructura aislada fue diseñada como un almacén doble. Los pisos superiores están libres de paredes divisiorias, y solo tienen filas de columnas que corren longitudinalmente por el centro del espacio abierto.
El primer piso tiene ocho tramos de ancho. Solo una de las ocho columnas de hierro es completamente visible, en el extremo derecho, donde se apoya en el pilar de ladrillo. Las columnas de los pisos superiores son por su parte de piedra, con pesadas basas y capiteles.
En cuanto a las ventanas, estas se encuentran profundamente encastradas tras la fachada y tienen dinteles que parecen de fundición. Aunque todas son de guillotina doble, las hojas superiores están diseñadas en una variedad de configuraciones, con paneles circulares y centrados en diamantes, y pequeñas piezas rectangulares de vidrio dispuestas alrededor de las luces principales.